# Деспотство Ангелокастро и Лепанто
Деспотството Ангелокастро и Лепанто (1358 – 1374) е независимо владение в Епир.
Обособено е в Етолия и Акарнания след поражението на Никифор II Орсини в битката при Ахелой през 1358 г. Просъществува до 1374 г., когато деспот Гин Буа Спата обединява територията му със съседното Артско деспотство.